# 雪印牛肉偽装事件
雪印牛肉偽装事件（ゆきじるしぎゅうにくぎそうじけん）とは、2001年（平成13年）10月に日本で起きた雪印食品株式会社による補助金詐取事件。2002年（平成14年）から2004年（平成16年）に発覚した牛肉偽装事件の最初の事件である。
本事件により、BSE関連の補助金詐欺の実態が暴露され、他の補助金詐欺事件が発覚するきっかけともなった事件である。

## 事件の概要
2001年9月10日、日本産牛肉に牛海綿状脳症（BSE）にかかったものがあることが農林水産省から発表された 。これを受けて農林水産省がBSE対策として実施した、全頭検査前の国産牛肉買い取り事業を悪用し、2001年10月に雪印食品関西ミートセンター（兵庫県伊丹市）のスタッフが、外国産の安価な牛肉を国内産牛肉のパッケージに詰め替え、農林水産省に買い取り費用を不正請求し、2億円の補助金を騙し取っていた。
2002年1月、偽装が行われた現場の一つである西宮冷蔵の水谷洋一社長がマスコミに告発を行い、偽装が発覚。雪印食品は経営が急速に悪化し、廃業解散した（清算）。

## 発覚から会社清算まで
- 2002年
  - 1月23日：取引があった冷蔵会社・西宮冷蔵の内部告発によって発覚[2]
  - 1月28日：雪印食品が国内産牛肉の産地を偽っていたことを発表
  - 1月29日：この責任を取って雪印食品の社長が即刻辞任[5]、同時に食肉部門からの撤退を発表
  - 2月1日：詐欺罪容疑で農林水産省近畿農政局が告発[5]
  - 2月2日：兵庫県警察本部などの合同捜査本部が雪印食品本社や関西ミートセンターを捜索[6]
  - 2月22日：経営再建を断念、会社を清算（解散）する方針を固める[7][8]
  - 3月7日：偽装工作に関わっていた関西ミートセンター長ら19人を懲戒解雇[3]
  - 3月30日：営業業務を全て終了、翌日付で社員を解雇[8]。
  - 4月26日：雪印食品臨時株主総会開催。会社の解散を決議、4月30日正式に解散[9]
  - 5月10日：事件の主犯格とされる本部長ら5人を、詐欺罪の容疑で合同捜査本部が逮捕[3]（その後、2004年7月に元専務ら2人が無罪判決[10][11][3]）
- 2005年8月12日：雪印食品の清算が完了、雪印食品株式会社は法人として完全消滅[9]